# Општина Пир (Сату Маре)
Пир (рум. Pir) општина је у Румунији у округу Сату Маре.
Oпштина се налази на надморској висини од 158 m.